# Chiếc khăn tay màu xanh (bài hát)
Chiếc khăn tay màu xanh (tiếng Nga: Синий платочек) là một bài hát điệu waltz của Liên Xô, một trong những bài hát hay nhất của cuộc Chiến tranh Vệ quốc Vĩ đại, đã trở nên nổi tiếng trên khắp Liên Xô . Tác giả của bản nhạc là nhà soạn nhạc kiêm nghệ sĩ dương cầm người Ba Lan Jerzy Petersdowki. Tác giả của lời nhạc gốc và tên bài hát là nhà thơ và nhà viết kịch Liên Xô, Yakov Galitsky.

## Lời bài hát
| Синенький скромный платочек Падал с опущенных плеч. Ты говорила, что не забудешь радостных , ласковых встреч. Порой ночной Мы распрощались с тобой... Нет больше ночек. Где ты платочек, Милый, желанный, родной? Помню, как в памятный вечер Падал платочек твой с плеч, Как провожала и обещала Синий платочек сберечь. И пусть со мной Нет сегодня любимой, родной, - Знаю: с любовью Как к изголовью Прячешь платок дорогой. Письма твои получая, Слышу я голос Живой. И между строчек синий платочек Снова встает предо мной. И часто в бой Провожает меня образ твой, Чувствую: рядом С любящим взглядом Ты постоянно со мной. Сколько заветных платочков Носим в шинелях с собой! Нежные речи, девичьи плечи Помним в страде боевой. За них, родных, Желанных, любимых таких, Строчит пулеметчик За синий платочек, Что был на плечах дорогих! | Sinenʹkiy skromnyy platochek Padal s opushchennykh plech. Ty govorila, chto ne zabudeshʹ radostnykh , laskovykh vstrech. Poroy nochnoy My rasproshchalisʹ s toboy... Net bolʹshe nochek. gde ty platochek, Milyy, zhelannyy, rodnoy? Pomnyu, kak v pamyatnyy vecher Padal platochek tvoy s plech, Kak provozhala i ozhidala Siniy platochek sberechʹ. I pustʹ so mnoy Net segodnya lyubimoy, rodnoy, Znayu: s lyubovʹyu Kak k izgolovʹyu Pryacheshʹ platok dorogoy. Pisʹma tvoyey poluchaya, Slyshu ya golos Zhivoy. I mezhdu strochek siniy platochek Snova v ozhidanii menya. Chasto v boy Provozhayet obraz menya tvoy, Chuvstvuyu: ryadom S lyubyashchim vzglyadom Ty postoyanno so mnoy. Skolʹko zavetnykh platochkov Nosim v shinelyakh s soboy! Nezhnyye rechi, devichʹi plechi Pomnim v strade boyevoy. za nikh, rodnykh, Zhelanykh, lyubimykh takikh, Strochit pulemetchik za siniy platochek, Chto bylo na dorogakh dorogikh! |